# Сулістровиці (Мазовецьке воєводство)
Сулістровиці (пол. Sulistrowice) — село в Польщі, у гміні Хлевіська Шидловецького повіту Мазовецького воєводства.
Населення — 111 осіб (2011).
У 1975-1998 роках село належало до Радомського воєводства.

## Демографія
Демографічна структура станом на 31 березня 2011 року:
|          | Загалом | Допрацездатний вік | Працездатний вік | Постпрацездатний вік |
| -------- | ------- | ------------------ | ---------------- | -------------------- |
| Чоловіки | 46      | 4                  | 33               | 9                    |
| Жінки    | 65      | 11                 | 32               | 22                   |
| Разом    | 111     | 15                 | 65               | 31                   |